# Kokkothamangalam
Kokkothamangalam là một thị trấn thống kê (census town) của quận Alappuzha thuộc bang Kerala, Ấn Độ.

## Nhân khẩu
Theo điều tra dân số năm 2001 của Ấn Độ, Kokkothamangalam có dân số 16.852 người. Phái nam chiếm 49% tổng số dân và phái nữ chiếm 51%. Kokkothamangalam có tỷ lệ 85% biết đọc biết viết, cao hơn tỷ lệ trung bình toàn quốc là 59,5%: tỷ lệ cho phái nam là 88%, và tỷ lệ cho phái nữ là 82%. Tại Kokkothamangalam, 10% dân số nhỏ hơn 6 tuổi.